# Oscar Griswold
Pour les articles homonymes, voir Griswold.
Oscar Wollverton Griswold  (22 octobre 1886 – 28 septembre 1959), né à Ruby Valley, Nevada, est un général américain de l'US Army pendant la Seconde Guerre mondiale.

## Biographie

### Jeunes années
Oscar Woolverton Griswold est né le 22 octobre 1886 à Ruby Valley dans le Nevada. Il a fréquenté l'Université du Nevada, à Reno de 1905 à 1906. En 1906, il est reçu à Académie militaire de West Point, il sort en 1910 et est nommé sous-lieutenant dans l'infanterie.

### Première Guerre mondiale
Ses premières missions comme officier sont trois ans de service en Chine de 1914 à 1917. Pendant la Première Guerre mondiale il sert comme major puis comme lieutenant-colonel dans la 84e division d'infanterie américaine, dans la Force expéditionnaire américaine en Europe de 1918 à 1919, il participe à l'Offensive Meuse-Argonne.

### Entre-deux-guerres
De 1921 à 1924, il est affecté à l'Académie militaire de West Point. En 1925, il est nommé à l'état-major général.
De 1929 à 1931 il sert dans l'état-major général du département de la Guerre. De 1932 à 1936, il est membre du conseil de l'infanterie, et de 1936 à 1939, il travaille à l'Office de l'infanterie.

### Seconde Guerre mondiale
De septembre 1939 à octobre 1940, Griswold commande le 29e régiment d'infanterie des États-Unis. En octobre 1940, il est promu général de brigade et devient commandant général du Centre de formation d'infanterie. Le août 1941, il est promu au grade de major général, et commande la 4e division d'infanterie
En avril 1943, il commande le XIV Corps d'armée, il combat à la bataille de Nouvelle-Géorgie, à la bataille de Bougainville et durant la campagne des Philippines.
En 1945, il est promu au grade de lieutenant général et continue à servir dans le Pacifique sous Douglas MacArthur, pendant la bataille de Manille en février 1945. En juin 1945, le général de l'armée MacArthur nomme Griswold pour commander la Dixième armée américaine après la mort du lieutenant-général Simon Bolivar Buckner, Jr. lors de la bataille d'Okinawa. Toutefois, il est évincé au profit du général Joseph Stilwell.

### Après-guerre
Après la Seconde Guerre mondiale, Griswold sert comme commandant de la 7e armée du 11 juin 1946 au 15 mars 1947, puis dans la troisième armée américaine à partir du 15 mars 1947 au 14 avril 1947.
En octobre 1947, il se retire à Colorado Springs, dans le Colorado. Il meurt le 28 septembre 1959 et est enterré au cimetière de West Point.

## Décorations

### États-Unis
Distinguished Service Cross avec une feuille de chêne

Distinguished Service Medal avec deux feuilles de chêne

Silver Star avec une feuille de chêne

Bronze Star

Purple Heart

Silver Lifesaving Medal

World War II Victory Medal